# گروگان (ترانه)
«گروگان» (انگلیسی: Hostage) ترانه‌ای از خواننده و ترانه‌پرداز آمریکایی، بیلی آیلیش از نخستین آلبوم چندآهنگه (ئی‌پی) او به نام به من لبخند نزن (۲۰۱۷) است. متن ترانه توسط آیلیش و برادرش فینیس اوکانل نوشته شده و تهیه‌کنندگی ترانه را برادرش انجام داده است.

## گواهی‌نامه‌ها
| منطقه                                   | گواهی     | واحد گواهی‌شده/فروش |
| --------------------------------------- | --------- | ------------------ |
| استرالیا (آی‌اف‌پی‌آی استرالیا)            | ۲× پلاتین | ۱۴۰٬۰۰۰            |
| اتریش (فونوگرافی اتریش)                 | طلا       | ۱۵٬۰۰۰             |
| برزیل (پرو موزیکا برزیل)                | پلاتین    | ۶۰٬۰۰۰             |
| کانادا (میوزیک کانادا)                  | پلاتین    | ۸۰٬۰۰۰             |
| دانمارک (آی‌اف‌پی‌آی)                      | طلا       | ۴۵٬۰۰۰             |
| لهستان (زدپی‌ای‌وی)                       | طلا       | ۱۰٬۰۰۰             |
| پرتغال (انجمن صنفی گرامافون)            | طلا       | ۵٬۰۰۰              |
| بریتانیا (بی‌پی‌آی)                       | طلا       | ۴۰۰٬۰۰۰            |
| ایالات متحده (آرآی‌ای‌ای)                 | پلاتین    | ۱٬۰۰۰٬۰۰۰          |
| رقم فروش+پخش جاری تنها بر پایهٔ گواهی‌ها. |           |                    |